# Xagħrai kőkör
A xagħrai kőkör (máltai nevén Iċ-ċircu tax-Xagra, angolul Xagħra stone circle), első lefestője után kapott nevén Brochtorff circle egy újkőkorszaki föld alatti temetkezési hely romja a máltai Għawdex (Gozo) szigetén lévő Xagħra községben. A névvel ellentétben a kőkör csak az építmény egy eleme. Szoros kapcsolatban állhatott a község másik részén fennmaradt Ġgantija templomegyüttessel.

## Története

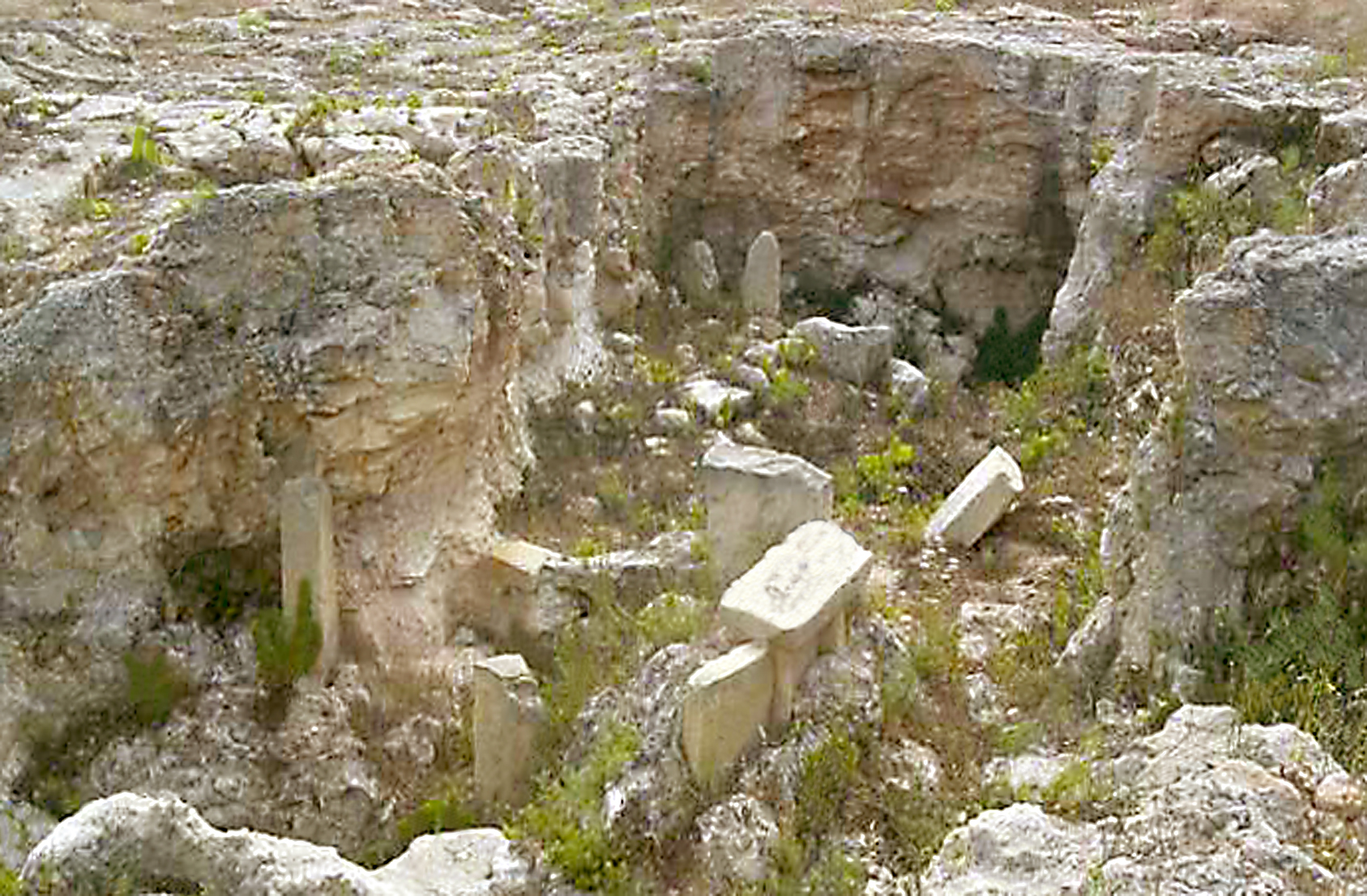
A hipogeum romjai ma

Málta szigeteit Kr. e. 5200 körül népesítették be a szicíliai Stentinello-kultúra elvándorolt tagjai. Halottaik számára föld alatti temetkezési helyeket (hipogeum) építettek, amelyek legszebb példája a Ħal Saflieni-i hipogeum Malta szigetén. Kr. e. 3600 körül a közösség fejlettsége elegendő volt arra, hogy monumentális kőtemplomokat építsenek, amelyek legkorábbi példája éppen a község szélén ma is látható Ġgantija. A templom közelében természetes barlangok felhasználásával épült hipogeumot kb. Kr. e. 3000 és 2400 között használták, ám a környék temetkezési helyei már Kr. e. 4100 óta használatban voltak. A második hipogeum valószínűleg már Kr. e. 2000 körül beomolhatott.
1820 körül Otto Bayer ezredes, Gozo kormányzója ásatta ki a föld alatti részt, elpusztítva a felszíni szerkezet jó részét. A 120 méter kerületű körből ma mindössze 26 méter látható. Az "ásatást" megörökítő Charles Brochtorff festményei régészeti szempontból is rendkívül fontosak, a föld felett szétbontott részt csak ez a festmény őrizte meg. Bayer ezután visszatemettette a helyszínt, amely több mint egy évszázadra eltűnt a köztudatból. Joseph M. Attardnak végül Brochtorff festményei alapján sikerült azonosítania a helyszínt. Az 1980-as években sikerült is megakadályoznia az ide tervezett lakónegyed felépítését. Az első szakszerű ásatásra végül 1987 és 1994 között került sor, a Máltai Egyetem és a Cambridge-i Egyetem közreműködésével, Anthony Bonanno, Tancred Gouder (később Anthony Pace), Caroline Malone, Simon Stoddart és David Trump vezetésével. 2004-ben találták meg a második hipogeumot, mintegy 70 holttesttel, ennek ásatása ma is folyik, a terület emiatt nem látogatható.

## Szerkezete
A föld alatti részt - a templomokhoz hasonlóan - lóhere alakú elrendezésben alakították ki. A föld fölött kőkör vette körül a hipogeum felszínét, ez rituális terület volt. Két kőoszlop között egy kő küszöb felett lehetett belépni, mögötte valószínűleg lépcsők vezettek a föld alatti helyiségekbe. Középen hatalmas kőtömbökből épült trilithonok övezte helyiség volt, a barlangok járataiban falakkal kisebb tereket alakítottak ki.

## Tárgyi emlékek

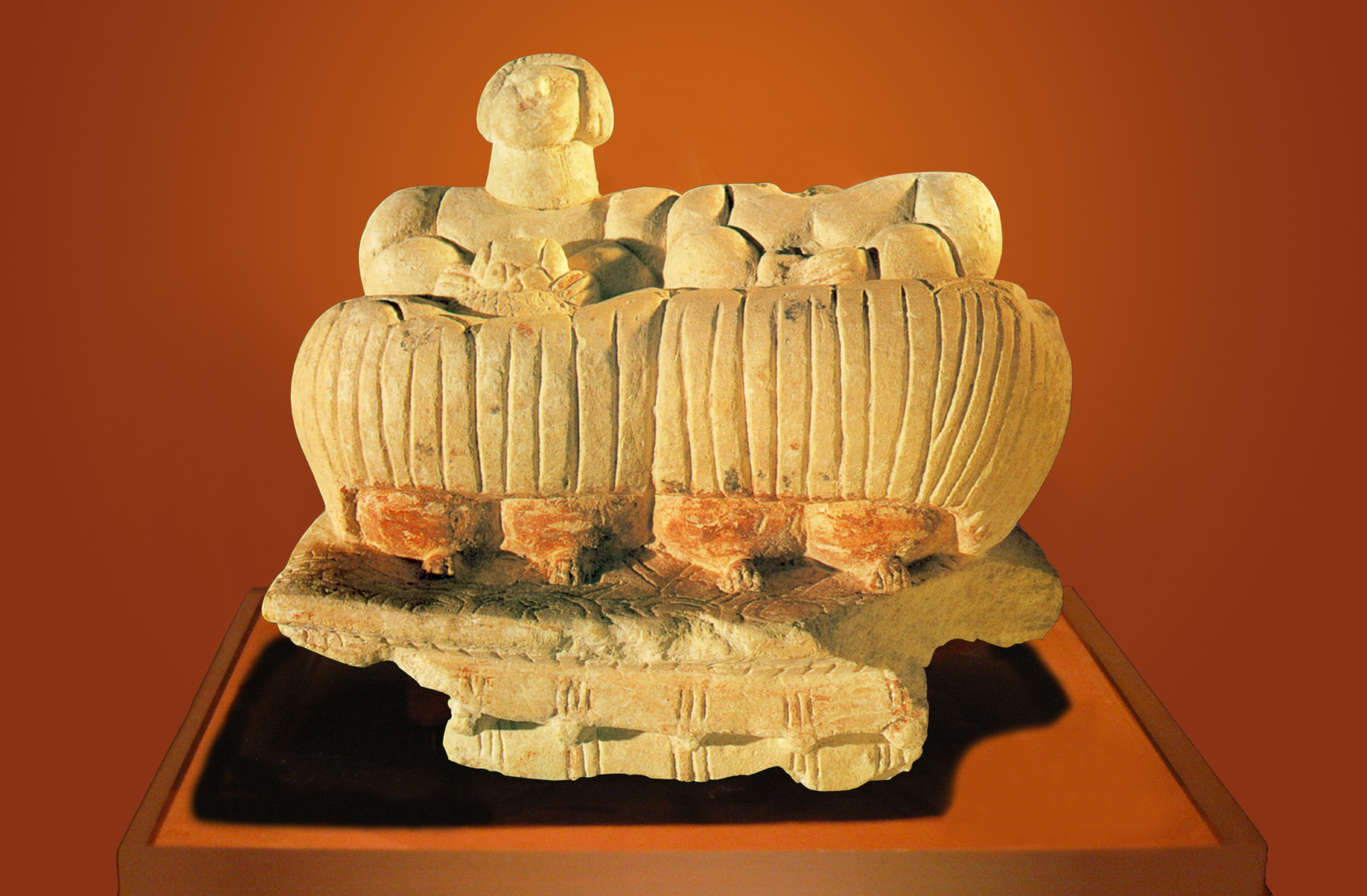
Az "ikerbálványok" szobra a hipogeumból

Az itt talált tárgyak Málta szinte teljes kőkori időszakát felölelik, és bizonyos tárgyak nagyon eltérnek a más lelőhelyekről ismertektől.
A hipogeumban összesen mintegy 220 000 emberi és állati csontdarabkát találtak, a 800 koponya árulkodik az ide temetett emberek hozzávetőleges számáról. A holttestek nagy részét szétválogatták: a koponyák az egyik oldalra kerültek, a többi csont a másikra. Helyenként férfi halottak fölött korábbi férfi halottakat találtak, talán őseikkel együtt voltak eltemetve. A csontmaradványok érdekes vizsgálat alanyai is lettek 1993-ban: Robert E. M. Hedges és S. Stoddart azt vizsgálták, hogy az itt eltemetettek ettek-e tengeri táplálékot, vagy csupán mezőgazdaságra építették az étrendjüket. Ez magyarázatot szolgáltathat arra is, miért okozott akkora gondot a szigetek túlnépesedése, ugyanis az egyre kevesebb táplálékot nem pótolták a tengerből.

## Újabb keletkezés-elmélet
Dmitri Bekh-Ivanov orosz geológus néhány éve felvetette, hogy Málta őskori építményei egy olyan időszakban keletkezhettek, amikor az addig víz alatti vagy víz közeli kőzetekből álló lapos szigetek egy tektonikai katasztrófa miatt szinte egyik napról a másikra emelkedtek mai helyükre. A felszínen kiszáradó egykori tengeri üledékből keletkeztek a ma "korallmészkőnek" nevezett kőzetek, megőrizve az elköltöző embereknek az ezekbe vágott nyomait, amiket ma keréknyomokként ismerünk. Ugyanezzel magyarázza a hipogeum(ok) készítését is: a kérget képező felszínbe az emberek kis bejáratot vágtak, majd az alatta még mindig puha agyagban akár ásóval is kivájhatták a barlangokat, amelyeknek a kéreg szolgált mennyezetül. Ahogy a környező kőzet megkeményedett, egyre nagyobb súly nehezedhetett az alul még mindig képlékeny agyagra, ez magyarázhatja, miért szakadtak be a nagyobb termek.

## Megközelítése
Rabatból autóval, gyalog és busszal is megközelíthető. Autóval a kikötő felé indulva, majd balra a Triq Xagħra - Triq Ta' Hamet útvonalon elérhető, gyalog a Triq L'Ewropa - Triq ix-Xagħra útvonal biztonságosabb és rövidebb. A buszpályaudvarról a 64-es és 65-ös vonal halad el a közelben. Figyelem! A rom nem látogatható!